# Verkiezingen voor het Europees Parlement 2004/Kandidatenlijst/PFF
Dit is de kandidatenlijsten van de Belgische PFF voor de Europese Parlementsverkiezingen van 2004.

## Effectieven
1. Berni Collas

## Opvolgers
1. Hans-Dieter Laschet
2. Karin Meskens-Keller
3. Isabelle Weykmans
4. Aline Niessen
5. Nico Knott
6. Alfred Evers